# Saison 2023-2024 des Kings de Sacramento
La saison 2023-2024 des Kings de Sacramento est la 79e saison de la franchise (75e saison en NBA) et la 39e saison dans la ville de Sacramento.
Le 19 avril, les Kings sont éliminés de la course aux playoffs après leur défaite lors du Play-in face aux Pelicans de La Nouvelle-Orléans (98-105).

## Draft
| Tour | Choix | Joueur                  | Poste | Nationalité | Provenance               |
| ---- | ----- | ----------------------- | ----- | ----------- | ------------------------ |
| 1    | 24    | Olivier-Maxence Prosper | SF    | Canada      | Volunteers du Tennessee  |
| 2    | 38    | Jordan Walsh            | SF    | États-Unis  | Razorbacks de l'Arkansas |
| 2    | 54    | Jalen Slawson           | SF    | États-Unis  | Paladins de Furman       |

## Matchs

### Summer League
| Summer League Total: 5-2 |

| Match | Date match | Équipe       | Score    | Meilleur marqueur  | Meilleur rebondeur | Meilleur passeur | Lieux Spectateurs      | Série |
| ----- | ---------- | ------------ | -------- | ------------------ | ------------------ | ---------------- | ---------------------- | ----- |
| 1     | 3 juillet  | Golden State | V 100-94 | Keegan Murray (29) | Neemias Queta (10) | Jordan Ford (3)  | Golden 1 Center 14 054 | 1 - 0 |
| 2     | 5 juillet  | Miami        | V 95-83  | Keegan Murray (41) | Neemias Queta (9)  | Jordan Ford (6)  | Golden 1 Center 12 933 | 2 - 0 |

| Match | Date match | Équipe        | Score    | Meilleur marqueur    | Meilleur rebondeur  | Meilleur passeur  | Lieux Spectateurs      | Série |
| ----- | ---------- | ------------- | -------- | -------------------- | ------------------- | ----------------- | ---------------------- | ----- |
| 1     | 7 juillet  | Atlanta       | V 80-76  | Jordan Ford (20)     | Neemias Queta (12)  | Ellis, Queta (3)  | Cox Pavilion 0         | 1 - 0 |
| 2     | 10 juillet | L.A. Clippers | D 70-80  | Colby Jones (19)     | Colby Jones (9)     | Keon Ellis (5)    | Thomas & Mack Center 0 | 1 - 1 |
| 3     | 11 juillet | Chicago       | D 99-107 | Jordan Ford (25)     | Daum, Ellis (7)     | Jordan Ford (8)   | Cox Pavilion 0         | 1 - 2 |
| 4     | 13 juillet | Minnesota     | V 93-80  | Kessler Edwards (18) | Kessler Edwards (8) | Jordan Ford (7)   | Cox Pavilion 0         | 2 - 2 |
| 5     | 15 juillet | Milwaukee     | V 92-84  | Jalen Slawson (17)   | Daum, Slawson (7)   | Trois joueurs (4) | Thomas & Mack Center 0 | 3 - 2 |

### Pré-saison
| Pré-saison Total: 1-4 (Domicile : 1-1; Extérieur : 0-3) |

| Match | Date match | Équipe         | Score          | Meilleur marqueur        | Meilleur rebondeur    | Meilleur passeur     | Lieux Spectateurs      | Série |
| ----- | ---------- | -------------- | -------------- | ------------------------ | --------------------- | -------------------- | ---------------------- | ----- |
| 1     | 8 octobre  | @ Toronto      | D 99-112       | Aleksandar Vezenkov (12) | Domantas Sabonis (6)  | Domantas Sabonis (6) | Rogers Arena 18 654    | 0 - 1 |
| 2     | 11 octobre | @ L.A. Lakers  | D 101-109      | De'Aaron Fox (18)        | Domantas Sabonis (16) | Fox, Sabonis (5)     | Honda Center 10 830    | 0 - 2 |
| 3     | 15 octobre | Golden State   | D 115-121 (OT) | Domantas Sabonis (19)    | Domantas Sabonis (11) | De'Aaron Fox (6)     | Golden 1 Center 17 884 | 0 - 3 |
| 4     | 18 octobre | @ Golden State | D 115-116      | De'Aaron Fox (25)        | Domantas Sabonis (10) | Domantas Sabonis (8) | Chase Center 18 064    | 0 - 4 |
| 5     | 19 octobre | Utah           | V 116-113      | Malik Monk (23)          | Kessler Edwards (8)   | Malik Monk (8)       | Golden 1 Center 15 726 | 1 - 4 |

### Saison régulière
| Saison régulière Total: 46-36 (Domicile : 24-17; Extérieur : 22-19) |

| Match | Date       | Équipe       | Score          | Meilleur marqueur    | Meilleur rebondeur    | Meilleur passeur     | Lieux Spectateurs      | Série |
| ----- | ---------- | ------------ | -------------- | -------------------- | --------------------- | -------------------- | ---------------------- | ----- |
| 1     | 25 octobre | @ Utah       | V 130-114      | Harrison Barnes (33) | Domantas Sabonis (12) | Malik Monk (7)       | Delta Center 18 206    | 1 - 0 |
| 2     | 27 octobre | Golden State | D 114-122      | De'Aaron Fox (39)    | Domantas Sabonis (18) | Domantas Sabonis (7) | Golden 1 Center 18 250 | 1 - 1 |
| 3     | 29 octobre | L.A. Lakers  | V 132-127 (OT) | De'Aaron Fox (37)    | Domantas Sabonis (15) | De'Aaron Fox (8)     | Golden 1 Center 18 198 | 2 - 1 |

| Match                                                                      | Date match   | Équipe                | Score          | Meilleur marqueur     | Meilleur rebondeur    | Meilleur passeur      | Lieux Spectateurs               | Série  |
| -------------------------------------------------------------------------- | ------------ | --------------------- | -------------- | --------------------- | --------------------- | --------------------- | ------------------------------- | ------ |
| 4                                                                          | 1er novembre | @ Golden State        | D 101-102      | Domantas Sabonis (23) | Domantas Sabonis (11) | Domantas Sabonis (8)  | Chase Center 18 064             | 2 - 2  |
| 5                                                                          | 4 novembre   | @ Houston             | D 89-107       | Malik Monk (18)       | Domantas Sabonis (15) | Malik Monk (7)        | Toyota Center 18 055            | 2 - 3  |
| 6                                                                          | 6 novembre   | @ Houston             | D 97-122       | Keon Ellis (15)       | Domantas Sabonis (8)  | Domantas Sabonis (5)  | Toyota Center 15 130            | 2 - 4  |
| 7                                                                          | 8 novembre   | Portland              | V 121-118 (OT) | Domantas Sabonis (27) | Domantas Sabonis (11) | Malik Monk (10)       | Golden 1 Center 17 829          | 3 - 4  |
| 8                                                                          | 10 novembre  | Oklahoma City*        | V 105-98       | Kevin Huerter (28)    | Domantas Sabonis (13) | Domantas Sabonis (13) | Golden 1 Center 18 097          | 4 - 4  |
| 9                                                                          | 13 novembre  | Cleveland             | V 132-120      | De'Aaron Fox (28)     | Domantas Sabonis (9)  | Domantas Sabonis (10) | Golden 1 Center 17 829          | 5 - 4  |
| 10                                                                         | 15 novembre  | @ L.A. Lakers         | V 125-110      | Domantas Sabonis (29) | Domantas Sabonis (16) | Huerter, Sabonis (7)  | Crypto.com Arena 18 687         | 6 - 4  |
| 11                                                                         | 17 novembre  | @ San Antonio*        | V 129-120      | De'Aaron Fox (43)     | Domantas Sabonis (14) | Malik Monk (8)        | Frost Bank Center 18 354        | 7 - 4  |
| 12                                                                         | 19 novembre  | @ Dallas              | V 129-113      | Domantas Sabonis (32) | Domantas Sabonis (13) | De'Aaron Fox (7)      | American Airlines Center 20 211 | 8 - 4  |
| 13                                                                         | 20 novembre  | @ La Nouvelle-Orléans | D 93-129       | Harrison Barnes (16)  | Domantas Sabonis (10) | Mitchell, Sabonis (8) | Smoothie King Center 16 004     | 8 - 5  |
| 14                                                                         | 22 novembre  | @ La Nouvelle-Orléans | D 112-117      | De'Aaron Fox (26)     | Domantas Sabonis (9)  | Domantas Sabonis (6)  | Smoothie King Center 16 012     | 8 - 6  |
| 15                                                                         | 24 novembre  | @ Minnesota*          | V 124-111      | De'Aaron Fox (36)     | Domantas Sabonis (11) | De'Aaron Fox (12)     | Target Center 18 024            | 9 - 6  |
| 16                                                                         | 28 novembre  | Golden State*         | V 124-123      | De'Aaron Fox (29)     | Fox, Huerter (9)      | Domantas Sabonis (10) | Golden 1 Center 18 039          | 10 - 6 |
| 17                                                                         | 29 novembre  | L.A. Clippers         | D 117-131      | De'Aaron Fox (40)     | Sept joueurs (5)      | Kevin Huerter (5)     | Golden 1 Center 17 829          | 10 - 7 |
| *Matchs comptant pour la phase de groupe du NBA In-Season Tournament 2023. |              |                       |                |                       |                       |                       |                                 |        |

| Match                                                                   | Date match  | Équipe               | Score     | Meilleur marqueur     | Meilleur rebondeur    | Meilleur passeur      | Lieux Spectateurs       | Série   |
| ----------------------------------------------------------------------- | ----------- | -------------------- | --------- | --------------------- | --------------------- | --------------------- | ----------------------- | ------- |
| 18                                                                      | 2 décembre  | Denver               | V 123-117 | De'Aaron Fox (26)     | Domantas Sabonis (15) | De'Aaron Fox (16)     | Golden 1 Center 17 829  | 11 - 7  |
| 19                                                                      | 4 décembre  | La Nouvelle-Orléans* | D 117-127 | De'Aaron Fox (30)     | Domantas Sabonis (13) | Domantas Sabonis (10) | Golden 1 Center 18 048  | 11 - 8  |
| 20                                                                      | 8 décembre  | @ Phoenix            | V 114-106 | De'Aaron Fox (34)     | Domantas Sabonis (17) | De'Aaron Fox (7)      | Footprint Center 17 071 | 12 - 8  |
| 21                                                                      | 11 décembre | Brooklyn             | V 131-118 | De'Aaron Fox (29)     | Domantas Sabonis (16) | Monk, Sabonis (9)     | Golden 1 Center 17 794  | 13 - 8  |
| 22                                                                      | 12 décembre | @ L.A. Clippers      | D 99-119  | Keegan Murray (17)    | Domantas Sabonis (10) | Malik Monk (5)        | Crypto.com Arena 17 060 | 13 - 9  |
| 23                                                                      | 14 décembre | Oklahoma City        | V 128-123 | De'Aaron Fox (41)     | Domantas Sabonis (16) | Malik Monk (9)        | Golden 1 Center 17 060  | 14 - 9  |
| 24                                                                      | 16 décembre | Utah                 | V 125-104 | Keegan Murray (47)    | Domantas Sabonis (10) | Monk, Sabonis (8)     | Golden 1 Center 17 794  | 15 - 9  |
| 25                                                                      | 18 décembre | Washington           | V 143-131 | De'Aaron Fox (30)     | Domantas Sabonis (13) | Domantas Sabonis (12) | Golden 1 Center 17 794  | 16 - 9  |
| 26                                                                      | 20 décembre | Boston               | D 119-144 | De'Aaron Fox (29)     | Domantas Sabonis (10) | Domantas Sabonis (8)  | Golden 1 Center 17 874  | 16 - 10 |
| 27                                                                      | 22 décembre | Phoenix              | V 120-105 | Domantas Sabonis (28) | Domantas Sabonis (11) | Domantas Sabonis (12) | Golden 1 Center 17 794  | 17 - 10 |
| 28                                                                      | 23 décembre | Minnesota            | D 98-110  | De'Aaron Fox (27)     | Domantas Sabonis (10) | Domantas Sabonis (10) | Golden 1 Center 17 983  | 17 - 11 |
| 29                                                                      | 26 décembre | @ Portland           | D 113-130 | De'Aaron Fox (43)     | Domantas Sabonis (12) | Domantas Sabonis (5)  | Moda Center 18 585      | 17 - 12 |
| 30                                                                      | 28 décembre | @ Atlanta            | V 117-110 | De'Aaron Fox (31)     | Domantas Sabonis (10) | Fox, Monk (8)         | State Farm Arena 18 305 | 18 - 12 |
| 31                                                                      | 31 décembre | @ Memphis            | V 123-92  | De'Aaron Fox (24)     | Domantas Sabonis (21) | Domantas Sabonis (12) | FedExForum 17 794       | 19 - 12 |
| *Matchs comptant pour la phase finale du NBA In-Season Tournament 2023. |             |                      |           |                       |                       |                       |                         |         |

| Match | Date match | Équipe              | Score           | Meilleur marqueur     | Meilleur rebondeur    | Meilleur passeur      | Lieux Spectateurs               | Série   |
| ----- | ---------- | ------------------- | --------------- | --------------------- | --------------------- | --------------------- | ------------------------------- | ------- |
| 32    | 2 janvier  | Charlotte           | D 104-111       | De'Aaron Fox (30)     | Domantas Sabonis (19) | De'Aaron Fox (6)      | Golden 1 Center 17 794          | 19 - 13 |
| 33    | 3 janvier  | Orlando             | V 138-135 (2OT) | Malik Monk (37)       | Domantas Sabonis (23) | Domantas Sabonis (12) | Golden 1 Center 17 832          | 20 - 13 |
| 34    | 5 janvier  | Toronto             | V 135-130       | Domantas Sabonis (24) | Domantas Sabonis (15) | Domantas Sabonis (11) | Golden 1 Center 17 941          | 21 - 13 |
| 35    | 7 janvier  | La Nouvelle-Orléans | D 100-133       | Huerter, Sabonis (18) | Domantas Sabonis (10) | Domantas Sabonis (6)  | Golden 1 Center 17 832          | 21 - 14 |
| 36    | 9 janvier  | @ Détroit           | V 131-110       | Domantas Sabonis (37) | Domantas Sabonis (10) | Domantas Sabonis (13) | Little Caesars Arena 13 992     | 22 - 14 |
| 37    | 10 janvier | @ Charlotte         | V 123-98        | Keegan Murray (25)    | Len, Sabonis (10)     | Domantas Sabonis (7)  | Spectrum Center 14 173          | 23 - 14 |
| 38    | 12 janvier | @ Philadelphie      | D 93-112        | De'Aaron Fox (21)     | Domantas Sabonis (12) | Domantas Sabonis (5)  | Wells Fargo Center 19 766       | 23 - 15 |
| 39    | 14 janvier | @ Milwaukee         | D 142-143 (OT)  | De'Aaron Fox (32)     | Domantas Sabonis (13) | Domantas Sabonis (15) | Fiserv Forum 17 612             | 23 - 16 |
| 40    | 16 janvier | @ Phoenix           | D 117-119       | De'Aaron Fox (33)     | Domantas Sabonis (12) | Domantas Sabonis (11) | Footprint Center 17 071         | 23 - 17 |
| 41    | 18 janvier | Indiana             | D 121-126       | Keegan Murray (27)    | Domantas Sabonis (11) | Domantas Sabonis (10) | Golden 1 Center 17 832          | 23 - 18 |
| 42    | 22 janvier | Atlanta             | V 122-107       | Harrison Barnes (32)  | Domantas Sabonis (21) | Malik Monk (8)        | Golden 1 Center 17 832          | 24 - 18 |
| 43    | 25 janvier | @ Golden State      | V 134-133       | Harrison Barnes (39)  | Kevin Huerter (10)    | Domantas Sabonis (13) | Chase Center 17 832             | 25 - 18 |
| 44    | 27 janvier | @ Dallas            | V 120-115       | De'Aaron Fox (34)     | Domantas Sabonis (11) | Malik Monk (6)        | American Airlines Center 20 373 | 26 - 18 |
| 45    | 29 janvier | @ Memphis           | V 103-94        | De'Aaron Fox (23)     | Domantas Sabonis (26) | Monk, Sabonis (5)     | FedExForum 15 333               | 27 - 18 |
| 46    | 31 janvier | @ Miami             | D 106-115       | Keegan Murray (33)    | Domantas Sabonis (17) | Domantas Sabonis (13) | Kaseya Center 19 600            | 27 - 19 |

| Match                  | Date match | Équipe          | Score     | Meilleur marqueur     | Meilleur rebondeur    | Meilleur passeur      | Lieux Spectateurs                 | Série   |
| ---------------------- | ---------- | --------------- | --------- | --------------------- | --------------------- | --------------------- | --------------------------------- | ------- |
| 47                     | 2 février  | @ Indiana       | V 133-122 | Domantas Sabonis (26) | Domantas Sabonis (11) | Domantas Sabonis (7)  | Gainbridge Fieldhouse 17 274      | 28 - 19 |
| 48                     | 3 février  | @ Chicago       | V 123-115 | De'Aaron Fox (41)     | Domantas Sabonis (14) | Domantas Sabonis (10) | United Center 21 579              | 29 - 19 |
| 49                     | 5 février  | @ Cleveland     | D 110-136 | Harrison Barnes (22)  | Domantas Sabonis (19) | Domantas Sabonis (15) | Rocket Mortgage FieldHouse 19 432 | 29 - 20 |
| 50                     | 7 février  | Détroit         | D 120-133 | Domantas Sabonis (30) | Domantas Sabonis (12) | Malik Monk (10)       | Golden 1 Center 17 832            | 29 - 21 |
| 51                     | 9 février  | Denver          | V 135-106 | Malik Monk (23)       | Domantas Sabonis (17) | Monk, Sabonis (10)    | Golden 1 Center 17 832            | 30 - 21 |
| 52                     | 11 février | @ Oklahoma City | D 113-127 | Malik Monk (26)       | Domantas Sabonis (11) | Domantas Sabonis (14) | Paycom Center 17 092              | 30 - 22 |
| 53                     | 13 février | @ Phoenix       | D 125-130 | De'Aaron Fox (40)     | Domantas Sabonis (18) | Domantas Sabonis (12) | Footprint Center 17 092           | 30 - 23 |
| 54                     | 14 février | @ Denver        | V 102-98  | De'Aaron Fox (30)     | Domantas Sabonis (13) | De'Aaron Fox (8)      | Ball Arena 19 617                 | 31 - 23 |
| NBA All-Star Game 2024 |            |                 |           |                       |                       |                       |                                   |         |
| 55                     | 22 février | San Antonio     | V 127-122 | De'Aaron Fox (28)     | Domantas Sabonis (11) | Domantas Sabonis (11) | Golden 1 Center 18 153            | 32 - 23 |
| 56                     | 25 février | @ L.A. Clippers | V 123-107 | De'Aaron Fox (33)     | Domantas Sabonis (15) | Domantas Sabonis (12) | Crypto.com Arena 19 370           | 33 - 23 |
| 57                     | 26 février | Miami           | D 110-121 | Keegan Murray (28)    | Domantas Sabonis (14) | Domantas Sabonis (10) | Golden 1 Center 17 832            | 33 - 24 |
| 58                     | 28 février | @ Denver        | D 96-117  | Keegan Murray (21)    | Domantas Sabonis (10) | Domantas Sabonis (7)  | Ball Arena 19 628                 | 33 - 25 |

| Match | Date match | Équipe        | Score          | Meilleur marqueur     | Meilleur rebondeur    | Meilleur passeur      | Lieux Spectateurs        | Série   |
| ----- | ---------- | ------------- | -------------- | --------------------- | --------------------- | --------------------- | ------------------------ | ------- |
| 59    | 1er mars   | @ Minnesota   | V 124-120 (OT) | Malik Monk (39)       | Domantas Sabonis (15) | Domantas Sabonis (8)  | Target Center 18 024     | 34 - 25 |
| 60    | 4 mars     | Chicago       | D 109-113      | De'Aaron Fox (20)     | Domantas Sabonis (21) | De'Aaron Fox (10)     | Golden 1 Center 17 832   | 34 - 26 |
| 61    | 6 mars     | @ L.A. Lakers | V 130-120      | De'Aaron Fox (44)     | Domantas Sabonis (20) | Domantas Sabonis (12) | Crypto.com Arena 18 498  | 35 - 26 |
| 62    | 7 mars     | San Antonio   | V 131-129      | De'Aaron Fox (33)     | Domantas Sabonis (17) | Monk, Sabonis (9)     | Golden 1 Center 17 968   | 36 - 26 |
| 63    | 10 mars    | Houston       | D 104-112      | Domantas Sabonis (25) | Domantas Sabonis (25) | Domantas Sabonis (8)  | Golden 1 Center 18 022   | 36 - 27 |
| 64    | 12 mars    | Milwaukee     | V 129-94       | De'Aaron Fox (29)     | Domantas Sabonis (11) | Domantas Sabonis (8)  | Golden 1 Center 17 832   | 37 - 27 |
| 65    | 13 mars    | L.A. Lakers   | V 120-107      | Harrison Barnes (23)  | Domantas Sabonis (19) | Domantas Sabonis (10) | Golden 1 Center 18 332   | 38 - 27 |
| 66    | 16 mars    | New York      | D 91-98        | Domantas Sabonis (21) | Domantas Sabonis (14) | De'Aaron Fox (9)      | Golden 1 Center 18 311   | 38 - 28 |
| 67    | 18 mars    | Memphis       | V 121-111 (OT) | Malik Monk (28)       | Domantas Sabonis (18) | De'Aaron Fox (10)     | Golden 1 Center 18 311   | 39 - 28 |
| 68    | 20 mars    | @ Toronto     | V 123-89       | De'Aaron Fox (20)     | Domantas Sabonis (17) | Domantas Sabonis (10) | Scotiabank Arena 18 641  | 40 - 28 |
| 69    | 21 mars    | @ Washington  | D 102-109      | De'Aaron Fox (25)     | Domantas Sabonis (14) | Domantas Sabonis (6)  | Capital One Arena 18 641 | 40 - 29 |
| 70    | 23 mars    | @ Orlando     | V 109-107      | De'Aaron Fox (31)     | Domantas Sabonis (14) | Domantas Sabonis (8)  | Kia Center 18 307        | 41 - 29 |
| 71    | 25 mars    | Philadelphie  | V 108-96       | Fox, Murray (23)      | Domantas Sabonis (13) | Domantas Sabonis (10) | Golden 1 Center 17 832   | 42 - 29 |
| 72    | 26 mars    | Dallas        | D 96-132       | De'Aaron Fox (18)     | Domantas Sabonis (11) | Domantas Sabonis (9)  | Golden 1 Center 17 832   | 42 - 30 |
| 73    | 29 mars    | Dallas        | D 103-107      | De'Aaron Fox (23)     | Domantas Sabonis (12) | Domantas Sabonis (10) | Golden 1 Center 17 832   | 42 - 31 |
| 74    | 31 mars    | Utah          | V 127-106      | Keegan Murray (25)    | Domantas Sabonis (11) | De'Aaron Fox (12)     | Golden 1 Center 18 332   | 43 - 31 |

| Match | Date match | Équipe              | Score     | Meilleur marqueur     | Meilleur rebondeur    | Meilleur passeur     | Lieux Spectateurs            | Série   |
| ----- | ---------- | ------------------- | --------- | --------------------- | --------------------- | -------------------- | ---------------------------- | ------- |
| 75    | 2 avril    | L.A. Clippers       | V 109-95  | Domantas Sabonis (22) | Domantas Sabonis (20) | Domantas Sabonis (9) | Golden 1 Center 17 832       | 44 - 31 |
| 76    | 4 avril    | @ New York          | D 109-120 | De'Aaron Fox (29)     | Domantas Sabonis (11) | Fox, Sabonis (7)     | Madison Square Garden 19 812 | 44 - 32 |
| 77    | 5 avril    | @ Boston            | D 100-101 | De'Aaron Fox (40)     | Domantas Sabonis (16) | Domantas Sabonis (6) | TD Garden 0                  | 44 - 33 |
| 78    | 7 avril    | @ Brooklyn          | V 107-77  | De'Aaron Fox (20)     | Domantas Sabonis (20) | Domantas Sabonis (9) | Barclays Center 17 732       | 45 - 33 |
| 79    | 9 avril    | @ Oklahoma City     | D 105-112 | De'Aaron Fox (33)     | Domantas Sabonis (13) | De'Aaron Fox (6)     | Paycom Center 17 732         | 45 - 34 |
| 80    | 11 avril   | La Nouvelle-Orléans | D 123-135 | De'Aaron Fox (33)     | Domantas Sabonis (10) | De'Aaron Fox (8)     | Golden 1 Center 17 832       | 45 - 35 |
| 81    | 12 avril   | Phoenix             | D 107-108 | Domantas Sabonis (25) | Domantas Sabonis (12) | Domantas Sabonis (9) | Golden 1 Center 17 832       | 45 - 36 |
| 82    | 14 avril   | Portland            | V 121-82  | De'Aaron Fox (24)     | Domantas Sabonis (11) | Domantas Sabonis (9) | Golden 1 Center 18 037       | 46 - 36 |

### Play-in tournament
| Play-in Total: 1-1 (Domicile : 1-0; Extérieur : 0-1) |

| Match | Date match | Équipe       | Score    | Meilleur marqueur  | Meilleur rebondeur    | Meilleur passeur     | Lieux Spectateurs      | Série |
| ----- | ---------- | ------------ | -------- | ------------------ | --------------------- | -------------------- | ---------------------- | ----- |
| 1     | 16 avril   | Golden State | V 118-94 | Keegan Murray (32) | Domantas Sabonis (12) | Domantas Sabonis (7) | Golden 1 Center 18 304 | 1 - 0 |

| Match | Date match | Équipe                | Score    | Meilleur marqueur | Meilleur rebondeur    | Meilleur passeur     | Lieux Spectateurs           | Série |
| ----- | ---------- | --------------------- | -------- | ----------------- | --------------------- | -------------------- | --------------------------- | ----- |
| 2     | 19 avril   | @ La Nouvelle-Orléans | V 98-105 | De'Aaron Fox (35) | Domantas Sabonis (14) | Domantas Sabonis (7) | Smoothie King Center 18 656 | 1 - 1 |

### Confrontations en saison régulière
| Conférence Est      | Conférence Est                              | Conférence Est                              | Conférence Ouest                            | Conférence Ouest                            | Conférence Ouest                            | Conférence Ouest                            | Conférence Ouest                            | Conférence Ouest                            | Conférence Ouest                            |
| Division Atlantique | Division Atlantique                         | Division Atlantique                         | Division Nord-Ouest                         | Division Nord-Ouest                         | Division Nord-Ouest                         | Division Nord-Ouest                         | Division Nord-Ouest                         | Division Nord-Ouest                         | Division Nord-Ouest                         |
| Équipe              | Domicile                                    | Extérieur                                   | Équipe                                      | Domicile                                    | Domicile                                    | Domicile                                    | Extérieur                                   | Extérieur                                   | Extérieur                                   |
| ------------------- | ------------------------------------------- | ------------------------------------------- | ------------------------------------------- | ------------------------------------------- | ------------------------------------------- | ------------------------------------------- | ------------------------------------------- | ------------------------------------------- | ------------------------------------------- |
| Boston              | 119-144                                     | 100-101                                     | Denver                                      | 123-117                                     | 135-106                                     |                                             | 102-98                                      | 96-117                                      |                                             |
| Brooklyn            | 131-118                                     | 107-77                                      | Minnesota                                   | 98-110                                      |                                             |                                             | 124-111                                     | 124-120 (OT)                                |                                             |
| New York            | 91-98                                       | 109-120                                     | Oklahoma City                               | 105-98                                      | 128-123                                     |                                             | 113-127                                     | 105-112                                     |                                             |
| Philadelphie        | 108-96                                      | 93-112                                      | Portland                                    | 121-118 (OT)                                | 121-82                                      |                                             | 113-130                                     |                                             |                                             |
| Toronto             | 135-130                                     | 123-89                                      | Utah                                        | 125-104                                     | 127-106                                     |                                             | 130-114                                     |                                             |                                             |
| Division            | 5-5 (Domicile : 3-2; Extérieur : 2-3)       | 5-5 (Domicile : 3-2; Extérieur : 2-3)       | Division                                    | 12-5 (Domicile : 8-1; Extérieur : 4-4)      | 12-5 (Domicile : 8-1; Extérieur : 4-4)      | 12-5 (Domicile : 8-1; Extérieur : 4-4)      | 12-5 (Domicile : 8-1; Extérieur : 4-4)      | 12-5 (Domicile : 8-1; Extérieur : 4-4)      | 12-5 (Domicile : 8-1; Extérieur : 4-4)      |
| Division Centrale   | Division Centrale                           | Division Centrale                           | Division Pacifique                          | Division Pacifique                          | Division Pacifique                          | Division Pacifique                          | Division Pacifique                          | Division Pacifique                          | Division Pacifique                          |
| Équipe              | Domicile                                    | Extérieur                                   | Équipe                                      | Domicile                                    | Domicile                                    | Domicile                                    | Extérieur                                   | Extérieur                                   | Extérieur                                   |
| Chicago             | 109-113                                     | 123-115                                     | Golden State                                | 114-122                                     | 124-123                                     |                                             | 101-102                                     | 134-133                                     |                                             |
| Cleveland           | 132-120                                     | 110-136                                     | L.A. Clippers                               | 117-131                                     | 109-95                                      |                                             | 99-119                                      | 123-107                                     |                                             |
| Detroit             | 120-133                                     | 131-110                                     | L.A. Lakers                                 | 132-127 (OT)                                | 120-107                                     |                                             | 125-110                                     | 130-120                                     |                                             |
| Indiana             | 121-126                                     | 133-122                                     | Phoenix                                     | 120-105                                     | 107-108                                     |                                             | 114-106                                     | 117-119                                     | 125-130                                     |
| Milwaukee           | 129-94                                      | 142-143 (OT)                                |                                             |                                             |                                             |                                             |                                             |                                             |                                             |
| Division            | 5-5 (Domicile : 2-3; Extérieur : 3-2)       | 5-5 (Domicile : 2-3; Extérieur : 3-2)       | Division                                    | 10-7 (Domicile : 5-3; Extérieur : 5-4)      | 10-7 (Domicile : 5-3; Extérieur : 5-4)      | 10-7 (Domicile : 5-3; Extérieur : 5-4)      | 10-7 (Domicile : 5-3; Extérieur : 5-4)      | 10-7 (Domicile : 5-3; Extérieur : 5-4)      | 10-7 (Domicile : 5-3; Extérieur : 5-4)      |
| Division Sud-Est    | Division Sud-Est                            | Division Sud-Est                            | Division Sud-Ouest                          | Division Sud-Ouest                          | Division Sud-Ouest                          | Division Sud-Ouest                          | Division Sud-Ouest                          | Division Sud-Ouest                          | Division Sud-Ouest                          |
| Équipe              | Domicile                                    | Extérieur                                   | Équipe                                      | Domicile                                    | Domicile                                    | Domicile                                    | Extérieur                                   | Extérieur                                   | Extérieur                                   |
| Atlanta             | 122-107                                     | 117-110                                     | Dallas                                      | 96-132                                      | 103-107                                     |                                             | 129-113                                     | 120-115                                     |                                             |
| Charlotte           | 104-111                                     | 123-98                                      | Houston                                     | 104-112                                     |                                             |                                             | 89-107                                      | 97-122                                      |                                             |
| Miami               | 110-121                                     | 106-115                                     | Memphis                                     | 121-111 (OT)                                |                                             |                                             | 123-92                                      | 103-94                                      |                                             |
| Orlando             | 138-135 (2OT)                               | 109-107                                     | New Orleans                                 | 117-127                                     | 100-133                                     | 123-135                                     | 93-129                                      | 112-117                                     |                                             |
| Washington          | 143-131                                     | 102-109                                     | San Antonio                                 | 127-122                                     | 131-129                                     |                                             | 129-120                                     |                                             |                                             |
| Division            | 6-4 (Domicile : 3-2; Extérieur : 3-2)       | 6-4 (Domicile : 3-2; Extérieur : 3-2)       | Division                                    | 8-9 (Domicile : 3-5; Extérieur : 5-4)       | 8-9 (Domicile : 3-5; Extérieur : 5-4)       | 8-9 (Domicile : 3-5; Extérieur : 5-4)       | 8-9 (Domicile : 3-5; Extérieur : 5-4)       | 8-9 (Domicile : 3-5; Extérieur : 5-4)       | 8-9 (Domicile : 3-5; Extérieur : 5-4)       |
| Conférence          | 16-14 (Domicile : 8-7; Extérieur : 8-7)     | 16-14 (Domicile : 8-7; Extérieur : 8-7)     | Conférence                                  | 30-22 (Domicile : 16-10; Extérieur : 14-12) | 30-22 (Domicile : 16-10; Extérieur : 14-12) | 30-22 (Domicile : 16-10; Extérieur : 14-12) | 30-22 (Domicile : 16-10; Extérieur : 14-12) | 30-22 (Domicile : 16-10; Extérieur : 14-12) | 30-22 (Domicile : 16-10; Extérieur : 14-12) |
| Total               | 46-36 (Domicile : 24-17; Extérieur : 22-19) | 46-36 (Domicile : 24-17; Extérieur : 22-19) | 46-36 (Domicile : 24-17; Extérieur : 22-19) | 46-36 (Domicile : 24-17; Extérieur : 22-19) | 46-36 (Domicile : 24-17; Extérieur : 22-19) | 46-36 (Domicile : 24-17; Extérieur : 22-19) | 46-36 (Domicile : 24-17; Extérieur : 22-19) | 46-36 (Domicile : 24-17; Extérieur : 22-19) | 46-36 (Domicile : 24-17; Extérieur : 22-19) |

## Classements

### Saison régulière
| Conférence Ouest | Conférence Ouest                    | Conférence Ouest | Conférence Ouest | Conférence Ouest | Conférence Ouest | Conférence Ouest | Conférence Ouest |
| No               | Franchise                           | Vic.             | Def.             | MJ               | V/D              | GB               |                  |
| ---------------- | ----------------------------------- | ---------------- | ---------------- | ---------------- | ---------------- | ---------------- | ---------------- |
| 1                | c - Thunder d'Oklahoma City         | 57               | 25               | 82               | .695             | -                |                  |
| 2                | x - Nuggets de Denver               | 57               | 25               | 82               | .695             | -                |                  |
| 3                | x - Timberwolves du Minnesota       | 56               | 26               | 82               | .683             | 1                |                  |
| 4                | y - Clippers de Los Angeles         | 51               | 31               | 82               | .622             | 6                |                  |
| 5                | y - Mavericks de Dallas             | 50               | 32               | 82               | .610             | 7                |                  |
| 6                | x - Suns de Phoenix                 | 49               | 33               | 82               | .598             | 8                |                  |
|                  |                                     |                  |                  |                  |                  |                  |                  |
| 7                | x - Pelicans de La Nouvelle-Orléans | 49               | 33               | 82               | .598             | 8                |                  |
| 8                | x - Lakers de Los Angeles           | 47               | 35               | 82               | .573             | 10               |                  |
| 9                | pi - Kings de Sacramento            | 46               | 36               | 82               | .561             | 11               |                  |
| 10               | pi - Warriors de Golden State       | 46               | 36               | 82               | .561             | 11               |                  |
|                  |                                     |                  |                  |                  |                  |                  |                  |
| 11               | o - Rockets de Houston              | 41               | 41               | 82               | .500             | 16               |                  |
| 12               | o - Jazz de l'Utah                  | 31               | 51               | 82               | .378             | 26               |                  |
| 13               | o - Grizzlies de Memphis            | 27               | 55               | 82               | .329             | 30               |                  |
| 14               | o - Spurs de San Antonio            | 22               | 60               | 82               | .268             | 35               |                  |
| 15               | o - Trail Blazers de Portland       | 21               | 61               | 82               | .256             | 36               |                  |

| Division Pacifique            | V  | D  | MJ | V/D  | GB | Dom   | Ext   | Div  |
| ----------------------------- | -- | -- | -- | ---- | -- | ----- | ----- | ---- |
| y - Clippers de Los Angeles   | 51 | 31 | 82 | .622 | –  | 25-16 | 26-15 | 9-7  |
| x - Suns de Phoenix           | 49 | 33 | 82 | .598 | 2  | 25-16 | 24-17 | 9-9  |
| x - Lakers de Los Angeles     | 47 | 35 | 82 | .573 | 4  | 28-14 | 19-21 | 7-10 |
| pi - Kings de Sacramento      | 46 | 36 | 82 | .561 | 5  | 24-17 | 22-19 | 10-7 |
| pi - Warriors de Golden State | 46 | 36 | 82 | .561 | 5  | 21-20 | 25-16 | 7-9  |

### NBA In-Season Tournament
| Rang | Équipe                    | Pts | J | G | P | Pp  | Pc  | Diff |
| ---- | ------------------------- | --- | - | - | - | --- | --- | ---- |
| 1    | Kings de Sacramento       | 8   | 4 | 4 | 0 | 482 | 452 | 30   |
| 2    | Timberwolves du Minnesota | 7   | 4 | 3 | 1 | 438 | 438 | 0    |
| 3    | Warriors de Golden State  | 6   | 4 | 2 | 2 | 483 | 479 | 4    |
| 4    | Thunder d'Oklahoma City   | 5   | 4 | 1 | 3 | 463 | 439 | 24   |
| 5    | Spurs de San Antonio      | 4   | 4 | 0 | 4 | 429 | 487 | -58  |

|  | Quarts de finale                   | Quarts de finale                | Quarts de finale                | Quarts de finale                |                       |                       | Demi-finales           | Demi-finales           | Demi-finales           | Demi-finales           |  |  | Finale                 | Finale                 | Finale                 | Finale                 |
|  |                                    |                                 |                                 |                                 |                       |                       |                        |                        |                        |                        |  |  |                        |                        |                        |                        |
|  | 5 décembre 2023 – Milwaukee, WI    | 5 décembre 2023 – Milwaukee, WI | 5 décembre 2023 – Milwaukee, WI | 5 décembre 2023 – Milwaukee, WI |                       |                       | 7 décembre – Las Vegas | 7 décembre – Las Vegas | 7 décembre – Las Vegas | 7 décembre – Las Vegas |  |  | 9 décembre – Las Vegas | 9 décembre – Las Vegas | 9 décembre – Las Vegas | 9 décembre – Las Vegas |
|  | 5 décembre 2023 – Milwaukee, WI    | 5 décembre 2023 – Milwaukee, WI | 5 décembre 2023 – Milwaukee, WI | 5 décembre 2023 – Milwaukee, WI |                       |                       | 7 décembre – Las Vegas | 7 décembre – Las Vegas | 7 décembre – Las Vegas | 7 décembre – Las Vegas |  |  | 9 décembre – Las Vegas | 9 décembre – Las Vegas | 9 décembre – Las Vegas | 9 décembre – Las Vegas |
|  | Bucks de Milwaukee                 | Bucks de Milwaukee              | 146                             | 146                             |                       |                       | 7 décembre – Las Vegas | 7 décembre – Las Vegas | 7 décembre – Las Vegas | 7 décembre – Las Vegas |  |  | 9 décembre – Las Vegas | 9 décembre – Las Vegas | 9 décembre – Las Vegas | 9 décembre – Las Vegas |
|  | Bucks de Milwaukee                 | Bucks de Milwaukee              | 146                             | 146                             |                       |                       | 7 décembre – Las Vegas | 7 décembre – Las Vegas | 7 décembre – Las Vegas | 7 décembre – Las Vegas |  |  | 9 décembre – Las Vegas | 9 décembre – Las Vegas | 9 décembre – Las Vegas | 9 décembre – Las Vegas |
|  | Knicks de New York                 | Knicks de New York              | 122                             | 122                             |                       |                       | 7 décembre – Las Vegas | 7 décembre – Las Vegas | 7 décembre – Las Vegas | 7 décembre – Las Vegas |  |  | 9 décembre – Las Vegas | 9 décembre – Las Vegas | 9 décembre – Las Vegas | 9 décembre – Las Vegas |
|  | Knicks de New York                 | Knicks de New York              | 122                             | 122                             | Bucks de Milwaukee    | Bucks de Milwaukee    | 119                    | 119                    |                        |                        |  |  | 9 décembre – Las Vegas | 9 décembre – Las Vegas | 9 décembre – Las Vegas | 9 décembre – Las Vegas |
|  | 4 décembre 2023 – Indianapolis, IN |                                 |                                 |                                 | Bucks de Milwaukee    | Bucks de Milwaukee    | 119                    | 119                    |                        |                        |  |  | 9 décembre – Las Vegas | 9 décembre – Las Vegas | 9 décembre – Las Vegas | 9 décembre – Las Vegas |
|  |                                    |                                 | Pacers de l'Indiana             | Pacers de l'Indiana             | 128                   | 128                   |                        |                        |                        |                        |  |  | 9 décembre – Las Vegas | 9 décembre – Las Vegas | 9 décembre – Las Vegas | 9 décembre – Las Vegas |
|  | Pacers de l'Indiana                | Pacers de l'Indiana             | Pacers de l'Indiana             | Pacers de l'Indiana             | 128                   | 128                   | 122                    | 122                    |                        |                        |  |  | 9 décembre – Las Vegas | 9 décembre – Las Vegas | 9 décembre – Las Vegas | 9 décembre – Las Vegas |
|  | Pacers de l'Indiana                | Pacers de l'Indiana             | 7 décembre – Las Vegas          |                                 |                       |                       | 122                    | 122                    |                        |                        |  |  | 9 décembre – Las Vegas | 9 décembre – Las Vegas | 9 décembre – Las Vegas | 9 décembre – Las Vegas |
|  | Celtics de Boston                  | Celtics de Boston               | 112                             | 112                             |                       |                       |                        |                        |                        |                        |  |  | 9 décembre – Las Vegas | 9 décembre – Las Vegas | 9 décembre – Las Vegas | 9 décembre – Las Vegas |
|  | Celtics de Boston                  | Celtics de Boston               | 112                             | 112                             | Pacers de l'Indiana   | Pacers de l'Indiana   | 109                    | 109                    |                        |                        |  |  |                        |                        |                        |                        |
|  | 5 décembre 2023 – Los Angeles, CA  |                                 |                                 |                                 | Pacers de l'Indiana   | Pacers de l'Indiana   | 109                    | 109                    |                        |                        |  |  |                        |                        |                        |                        |
|  |                                    |                                 | Lakers de Los Angeles           | Lakers de Los Angeles           | 123                   | 123                   |                        |                        |                        |                        |  |  |                        |                        |                        |                        |
|  | Lakers de Los Angeles              | Lakers de Los Angeles           | Lakers de Los Angeles           | Lakers de Los Angeles           | 123                   | 123                   | 106                    | 106                    |                        |                        |  |  |                        |                        |                        |                        |
|  | Lakers de Los Angeles              | Lakers de Los Angeles           |                                 |                                 |                       |                       |                        |                        |                        |                        |  |  |                        |                        |                        |                        |
|  | Suns de Phoenix                    | Suns de Phoenix                 | 103                             | 103                             |                       |                       |                        |                        |                        |                        |  |  |                        |                        |                        |                        |
|  | Suns de Phoenix                    | Suns de Phoenix                 | 103                             | 103                             | Lakers de Los Angeles | Lakers de Los Angeles | 133                    | 133                    |                        |                        |  |  |                        |                        |                        |                        |
|  | 4 décembre 2023 – Sacramento, CA   |                                 |                                 |                                 | Lakers de Los Angeles | Lakers de Los Angeles | 133                    | 133                    |                        |                        |  |  |                        |                        |                        |                        |
|  |                                    |                                 | Pelicans de La Nouvelle-Orléans | Pelicans de La Nouvelle-Orléans | 89                    | 89                    |                        |                        |                        |                        |  |  |                        |                        |                        |                        |
|  | Kings de Sacramento                | Kings de Sacramento             | Pelicans de La Nouvelle-Orléans | Pelicans de La Nouvelle-Orléans | 89                    | 89                    | 117                    | 117                    |                        |                        |  |  |                        |                        |                        |                        |
|  | Kings de Sacramento                | Kings de Sacramento             |                                 |                                 |                       |                       |                        | 117                    |                        |                        |  |  |                        |                        |                        |                        |
|  | Pelicans de La Nouvelle-Orléans    | Pelicans de La Nouvelle-Orléans | 127                             | 127                             |                       |                       |                        |                        |                        |                        |  |  |                        |                        |                        |                        |
|  | Pelicans de La Nouvelle-Orléans    | Pelicans de La Nouvelle-Orléans | 127                             | 127                             |                       |                       |                        |                        |                        |                        |  |  |                        |                        |                        |                        |
|  |                                    |                                 |                                 |                                 |                       |                       |                        |                        |                        |                        |  |  |                        |                        |                        |                        |